# شفاء تلقائي
الشفاء التلقائي أو التراجع العفوي هو تحسن غير متوقع أو شفاء من مرض لا يتم الشفاء منه عادةً. وتستخدم هذه المصطلحات للتعبير عن تحسن عابر غير متوقع أو تحسن نهائي لمرضى السرطان. وتتعلق عمليات الشفاء التلقائي بحالات السرطان المتعلقة بنظام الدم (مثل سرطان الدم)، بينما يتعلق التراجع العفوي بالأورام الواضحة. ومع ذلك غالبا ما يستخدم كلا المصطلحين بالتبادل.

## التعريف
تم تعريف الشفاء التلقائي من السرطان بواسطة إيفرسن وكول عالم 1966م في كتابهما على أنه «الشفاء الجزئي أو الكامل من الورم الخبيث في غياب جميع أنواع العلاج، أو في وجود العلاج الذي يعتبر غير كاف لإحداث تأثير كبير على الورم».

## نسبة حدوث الشفاء التلقائي من السرطان
وقد افترض منذ فترة طويلة أن التراجع العفوي، ناهيك عن العلاج، للسرطان هو ظاهرة نادرة جداً، وأن بعض أشكال السرطان أكثر عرضة لدورات غير متوقعة (مثل سرطان الجلد، سرطان الخلايا العصبية، سرطان الغدد الليمفاوية) أكثر من السرطانات الأخرى.
وتقدر التقديرات أن نسبة حدوث هذه الظاهرة هي 1:100000 مريض سرطان، ومع ذلك فقد تكون هذه النسبة مبالغ فيها أو أقل من النسبة الحقيقية.
وذلك لأنه لا يمكنك إحصاء جميع حالات الشفاء التلقائي ببساطة فربما لم تعرض الحالة على طبيب، أو أن الطبيب لم يكن مستعداً للنشر، أو توقف المريض عن زيارة الطبيب بدون إبداء أسباب.
ومن ناحية أخرى فقد تم علاج جميع مرضى السرطان تقريباً في المئة سنة الماضية بطريقة أو بأخرى، ولذلك لا يمكن إستبعاد تأثير العلاج.
ومن المرجح أن حالات الشفاء التلقائي من الأورام الصغيرة قد تم تجاهلها بشكل كبير. حيث أنه في دراسة مصممة بعناية حول التصوير الشعاعي للثدي وجد أن 22% من حالات سرطان الثدي خضعت للشفاء التلقائي.

## الأسباب
عرض كل من إيفرسن وكول شرحاً أو تفسيراً للتراجع العفوي للسرطان:
يجب الاعتراف بأنه في كثير من الحالات التي تم جمعها كانت الآليات أو الأسباب الرئيسية للشفاء التلقائي غامضة وغير معروفة في ضوء المعرفة الحالية، ومع ذلك في بعض الحالات تسمح المعرفة الحالية بأن التأثيرات الهرمونية لها دور كبير، بينما في حالات أخرى كانت الآليات المناعية هي المسبب الأساسي.
كما استنتج تشاليس وستام عام 1989 م وكانا في حيرة شديدة من أمرهما «باختصار نحن إستنتجنا أنه وعلى الرغم من من وجود عدد كبير من الحالات المثيرة للاهتمام والشاذة التي تنشر سنوياً، لا يزال هناك القليل من البيانات القاطعة التي تفسر حدوث التراجع العفوي».
كما تناقش أحياناً موت الخلايا المبرمج ونمو الأوعية الدموية الجديدة كأسباب محتملة للشفاء التلقائي، لكن كلتا الآليتين تحتاج إلى محفزات كيميائية حيوية مناسبة ولا يمكنهما البدء بمفردهما، وفي الواقع تكون آلية موت الخلايا المبرمج سيئة أو غير فاعلة في العديد من الخلايا السرطانية بينما تكون آلية نمو الأوعية الدموية الجديدة نشيطة، وينتج كل من هذه الآثار عن الطفرات التي تحدث في الخلايا السرطانية ولذلك توجد الخلايا السرطانية بشكل رئيسي بسبب الخلل في هذه الآليات.
يوجد العديد من التقارير عن حالات الشفاء التلقائي من السرطان بعد الحمى الناتجة عن العدوى، مما يشير إلى وجود علاقة سببية محتملة.
إذا كانت هذه المصادفة في هذا الوقت علاقة سببية فإنه يجب أن يتم إستخدامه أيضاً كأثر وقائي أي أن حمى العدوى يجب أن تستخدم في تقليل خطر الإصابة بالسرطان في المستقبل ويتم التأكد من ذلك بواسطة جمع الدراسات الوبائية.